# Bandeira da província de Santa Cruz
A Bandeira de Santa Cruz é um dos símbolos oficiais da Província de Santa Cruz, uma subdivisão da Argentina. Foi criada por Santiago Sebastián Arenullas, vencedor de um concurso público para escolha da bandeira provincial. Foi adotada em 23 de novembro de 2000 pela lei n° 2566 do parlamento local. A proposta da lei foi feita pelo então governador da província Néstor Kirchner.

## História
A bandeira de Santa cruz foi criada por por Santiago Sebastián Arenillas de 27 anos, que foi o vencedor, em 22 de agosto de 2000, de um concurso para a escolha da bandeira da província. Este concurso foi estabelecido pela lei n° 2449 e organizado pela Secretaria de Cultura provincial. O júri foi composto pelo subsecretário de cultura da província, Miguel Angel Auzoberría, em representação ao poder executivo; a deputada Selva Judit Forstmann, em representação à Legislatura provincial; Javier Bielle, por parte do bloco de deputados da União Cívica Radical; Lucía Torres, especialista em Artes Visuais, Osvaldo Topcic, especializado em história santacrucenha; e Alejandro Ariznabarreta, em representação aos meios de comunicação locais. No total, foram foram apresentados 149 trabalhos que foram expostos durante o mês de setembro na capital provincial, a cidade de Río Gallegos.
A lei n° 2566, que instituiu a bandeira, foi promulgada pelo parlamento local em 23 de novembro de 2000 e sancionada pelo então governador da província Néstor Kirchner.

## Descrição
Seu desenho consiste em um retângulo com proporção largura-comprimento de 2:3 com fundo azul celeste. Na parte inferior existem quatro listras onduladas nas cores branca e azul intercaladas, sendo a inferior azul. O número de ondas é igual a quatro. Na parte central da bandeira está a representação de um rochedo nevado.
Por trás do rochedo há a representaçõa de um sol nascente com dezenove raios visíveis similar ao encontrado na Bandeira da Argentina, sendo que o disco solar é azul e os raios retos e ondulados intercalados na cor ouro. No disco solar há a representação do cruzeiro do sul com quatro estrelas brancas de cinco pontas.

## Simbolismo
Segundo o autor a bandeira representa:

## Ligações Externas
- Portal oficial da província de santa Cruz (em espanhol)
- Bandera de Santa Cruz (em espanhol)
- FOTW - Santa Cruz Province (Argentina) (em inglês)
- Heráldica Argentina - Província Santa Cruz (em espanhol)